# چهارتخته (سلسله)
چهارتخته روستایی از توابع بخش مرکزی شهرستان سلسله در استان لرستان ایران است.

## مشخصات
دلیل نام‌گذاری این روستا وجود چهار جوب کشاورزی و به واسطه آن چهار تخته زمین کشاورزی است. این روستا از قدمت بالایی برخوردار است و یک گورستان قدیمی در شمال شرقی آن در دامنه کوه هوره تاو (برآفتاب) وجود دارد که قدمت آن بین دو تا سه هزارسال یا بیشتر تخمین زده می‌شود و احتمالاً مربوط به گبری@12@ها می‌باشد.